# Lispe chui
Lispe chui är en tvåvingeart som beskrevs av Shinonaga och Tadao Kano 1989. Lispe chui ingår i släktet Lispe och familjen husflugor.
Artens utbredningsområde är Taiwan. Inga underarter finns listade i Catalogue of Life.